# Outrage (película de 2009)
Outrage (2009) es un documental dirigido por Kirby Dick sobre presuntos políticos homosexuales en el armario que promueven legislación contraria al colectivo LGBT.
El documental incluye entre estos políticos al gobernador de Florida Charlie Crist, al congresista por California David Dreier, al antiguo alcalde de Nueva York Ed Koch y al antiguo congresista por Luisiana Jim McCrery. También incluye entrevistas con Barney Frank, Jim McGreevey y Tammy Baldwin. 
Cuando se le preguntó sobre si es ético hacer un outing de políticos por las decisiones que toman en su vida privada, Dick respondió diciendo: «Nuestra película toma la posición de no indagar en políticos que están en el armario pero no votan en contra de los gais».
El documental fue producido por Chain Camera con financiación del Sundance Institute. Se estrenó en el Tribeca Film Festival el 24 de abril de 2009. Su estreno comercial fue el 8 de mayo de 2009.